# Portal del Llop
El Portal del Llop és una obra del Pinell de Brai (Terra Alta) inclosa a l'Inventari del Patrimoni Arquitectònic de Catalunya.
És un portal format per tres arcs de carreus, dos d'ells de mig punt a l'entrada i la sortida i l'altre carpanell a l'interior, per salvar la gran llum. El sostre és d'un embigat de fusta. Està molt adulterat, originalment combinava carreus i maçoneria però ara també totxos i habitatges més recents junt a restes d'arcs encegats. El basament s'alça sobre roca.
Aquest portal era una de les portes que servien d'accés al recinte murallat. El seu nom es deu al fet que a la nit es tancava la porta, per evitar l'entrada de llops i altres bèsties.